# Grab von Mizy

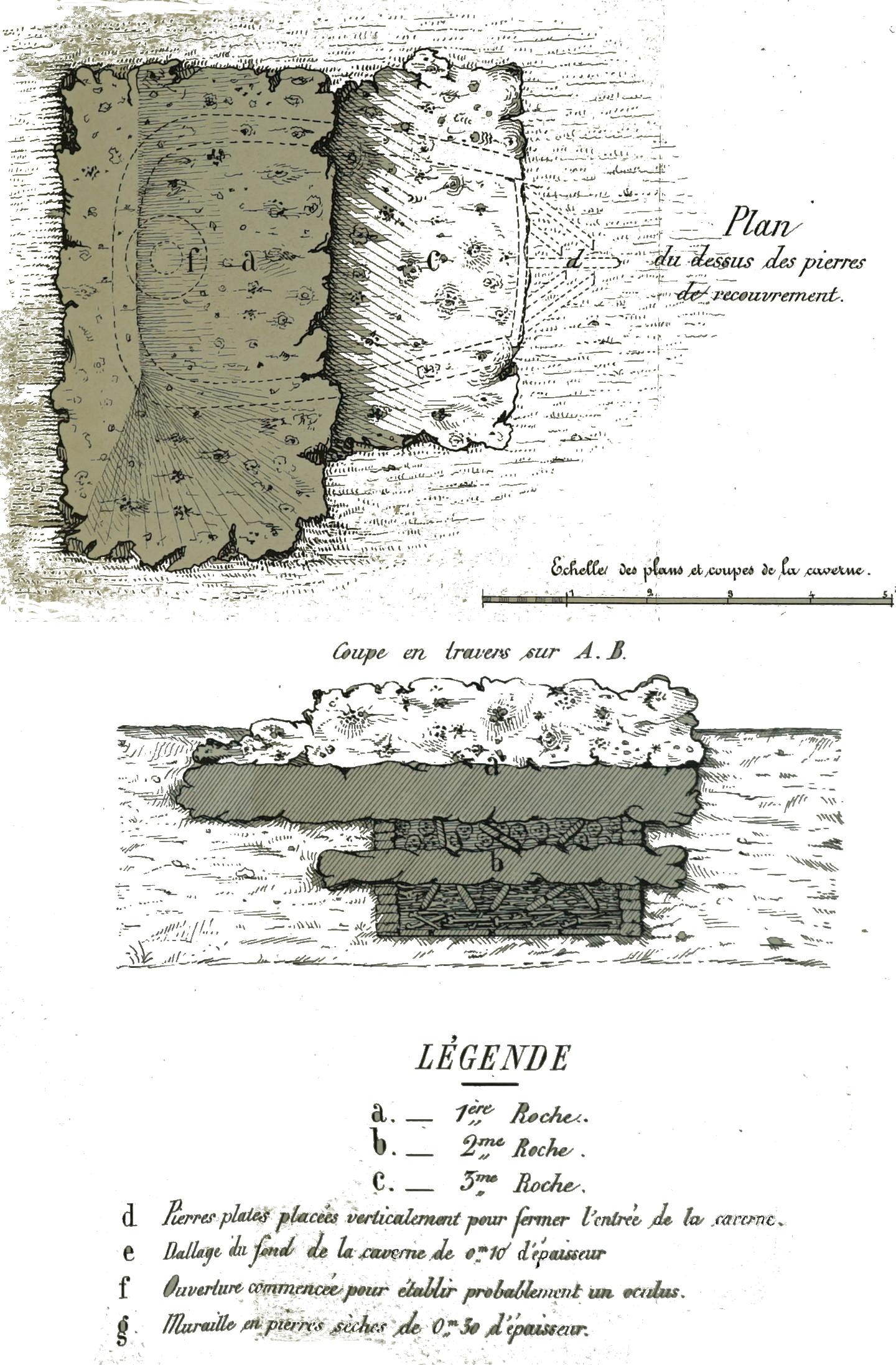
Grab von Mizy

Das Grab von Mizy ist ein tiefes Erdgrab, das 1861 auf dem Gelände des aufgegebenen Hofes Mizy in Mareuil-le-Port, bei Reims im Département Marne in Frankreich entdeckt wurde.
Unter einer Gruppe von Felsplatten, die die Decke bilden, liegt ein 4,6 m in den Boden eingetiefter Grabraum, in dem Skelette und Grabbeigaben gefunden wurden. Der Raum ist etwa 3,0 m breit, mit Höhen zwischen 0,7 und 1,25 m. Er enthielt die Reste von 133 Menschen jeden Alters, geschliffene Äxte und Messer aus Feuerstein, Hirschgeweihe, Kreideringe, ein Schieferfragment, Zähne von Bären und Hirschen, sowie Töpferware.